# Koru

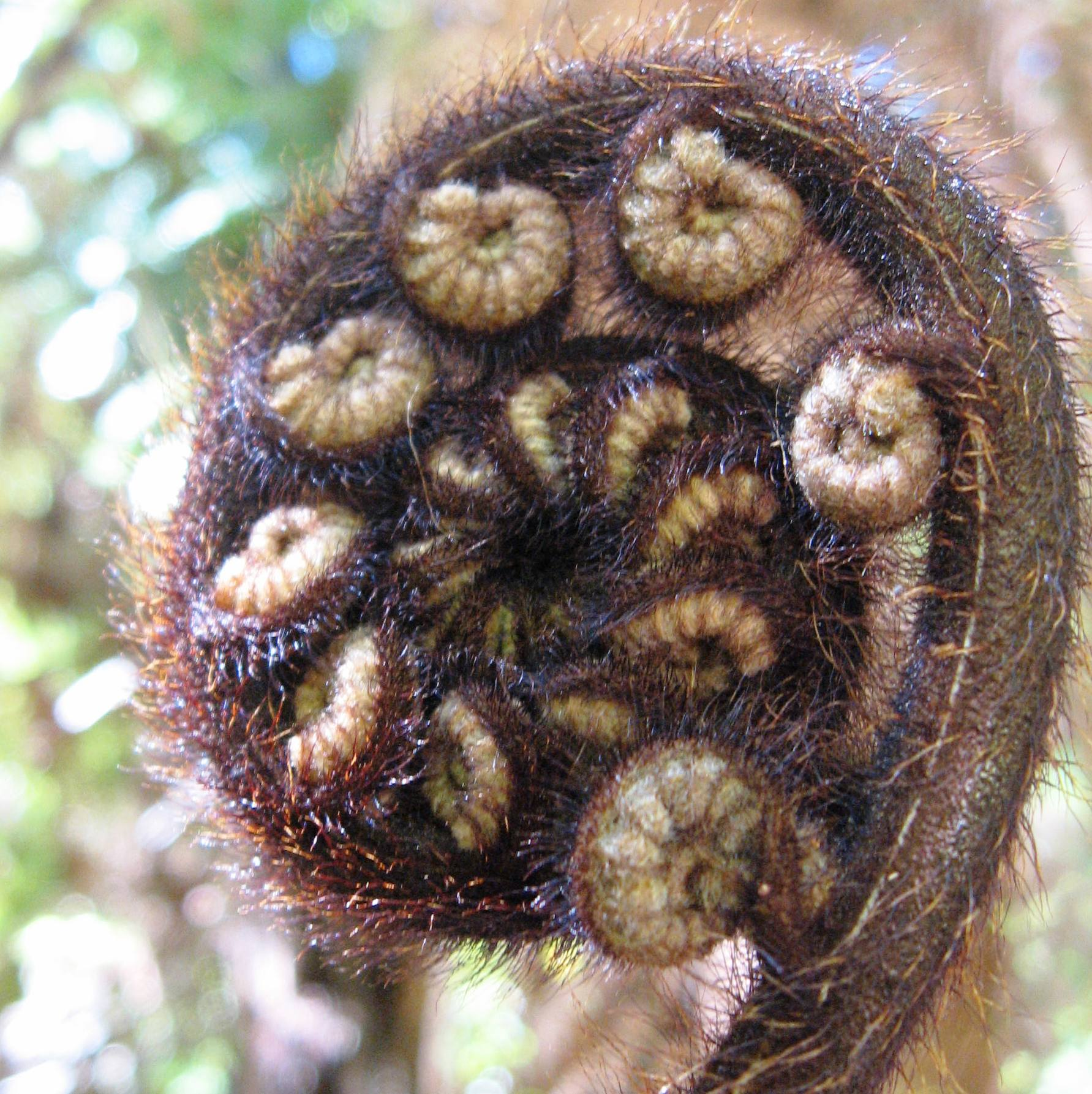
Silverträdormbunkens knoppande korublad

Koru är māori och betyder ögla eller ring. Det är en spiralform som bygger på formen hos ett nytt outsprunget blad hos en silverträdormbunke (Cyathea dealbata, māori: kaponga). Detta blad symboliserar nytt liv, växande, styrka och fred. Det är en symbol som är införlivad i māorifolkets bildkonst, i bensniderier och tatueringar. Koruns cirkelform hjälper till att uttrycka föreställningen om oavbruten rörelse medan dess hoprullade inre ger en antydan om återgång till utgångspunkten.
Koru är också namnet på bensniderier.  Dessa tar överlag formen av ett outsprunget ormbunkeblad.  När ben bärs mot huden ändrar det färg eftersom svett tränger in.  Māorifolket ansåg att en persons ande då tog sin boning i smycket.  Om man ska ge ett smycke till någon annan är det därför brukligt att man bär det en tid själv först, så att en del av ens egen ande också skänks.  

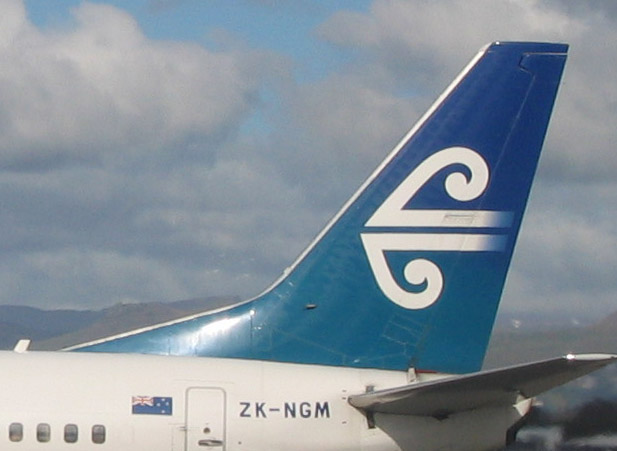
Air New Zealands bruk av korun

Korun används i stiliserad form som logotyp av Air New Zealand och som en ikonografisk symbol för Nya Zeelands flora. Konstnären Friedensreich Hundertwasser baserade sin nyzeeländska koruflagga på just denna symbol.